# St. George (Vermont)
St. George es un pueblo ubicado en el condado de Chittenden en el estado estadounidense de Vermont. En el año 2010 tenía una población de 674 habitantes y una densidad poblacional de 72,47 personas por km².

## Geografía
St. George se encuentra ubicado en las coordenadas 44°22′40″N 73°7′31″O / 44.37778, -73.12528.

## Demografía
Según la Oficina del Censo en 2000 los ingresos medios por hogar en la localidad eran de $44,028 y los ingresos medios por familia eran $43,438. Los hombres tenían unos ingresos medios de $33,036 frente a los $24,375 para las mujeres. La renta per cápita para la localidad era de $22,882. Alrededor del 8.9% de la población estaban por debajo del umbral de pobreza.